# Rose Red
Rose Red is een driedelige miniserie uit 2002. Het script is geschreven door de Amerikaanse schrijver Stephen King. De totale lengte van de miniserie is 4 uur en 14 minuten.

## Het verhaal
Prof. Dr. Joyce Reardon is een psychologieprofessor die zich bezighoudt met paranormale verschijnselen. De rest van de universiteit, met name faculteitshoofd Prof. Dr. Carl Miller, ziet dit als een pseudowetenschap. Bovendien is hij bezorgd over de reputatie van de universiteit. Reardon zoekt een manier om paranormale verschijnselen te bewijzen. Ze wordt namelijk minder en minder serieus genomen, en Miller heeft haar aanstelling al laten beëindigen. Reardon wil daarom met een groep paranormalen een weekend in het spookhuis Rose Red (gebaseerd op het Winchester Mystery House in Californië) verblijven. Haar doel is een of meerdere paranormale verschijnselen uit te lokken, die ze als bewijs kan presenteren, zodat haar reputatie en carrière gered zijn.
De bouw van Rose Red was in 1906 begonnen, in opdracht van de familie Rimbauer. John P. Rimbauer, een oliemagnaat, liet het huis in het centrum van Seattle bouwen als huwelijksgeschenk aan zijn vrouw. Maar al tijdens de bouw eiste het huis mensenlevens. Ondertussen maken de Rimbauers een wereldreis. In Afrika werd Ellen Rimbauer ziek maar genas. John ging ondertussen vreemd met Afrikaanse vrouwen en Ellen vermoedde dat hij een geslachtsziekte had opgelopen en haar besmet. Ze nam een dienstmeisje, Sukeena, mee. Terug in Rose Red kreeg Ellen twee kinderen: een zoon, Adam, en een dochter met een mismaakt armpje, April. In de loop der tijd maakte Rose Red nog meer slachtoffers. Onder hen was ook John Rimbauer zelf (hij viel uit een hoog raam, maar achteraf blijkt dat hij was geduwd door Ellen en Sukeena nadat hij was betrapt door Ellen toen hij zich aan Sukeena probeerde te vergrijpen), en April (ze verdween toen ze 6 was). De mannen kwamen gewelddadig om het leven, de vrouwen verdwenen. Tot 1950 liet Ellen Rose Red uitbreiden naar ontwerpen getekend door Sukeena, maar na haar verdwijning in 1950 groeide het huis uit zichzelf door. Ook kunnen gangen en kamers "zomaar veranderen", Rose Red kan zichzelf zo groot maken als het zelf wil. Rose Red kan de elektriciteit laten uitvallen, en nadien blijkt dat het eveneens telefoongesprekken van en naar het huis kan blokkeren of manipuleren. Na 1970 werd het huis verlaten, en hielden de verschijnselen op. Joyce Reardon gelooft dat het huis bij gebrek aan "voedsel" nu in een soort "slaaptoestand" is en hoopt met haar paranormale team een verschijnsel uit te lokken.
Het team bestaat uit:
- Joyce Reardon (Nancy Travis), hoogleraar psychologie, niet paranormaal begaafd;
- Steven Rimbauer (Matt Keeslar). Hij is nazaat van de Rimbauers, en heeft een liefdesrelatie met Joyce (hoewel het Joyce wellicht slechts te doen is om toegang tot Rose Red). Hij stelt het huis open voor de expeditie voor het gesloopt wordt voor appartementencomplexen. Hij is eveneens niet paranormaal begaafd, maar in Rose Red is hij telepathisch;
- Annie Wheaton (Kimberly J. Brown), een autistisch maar zeer sterk telekinetisch meisje. Ze houdt van de muziek van Glenn Miller (vooral A Summar Place) heeft verreweg de sterkste gaven;
- Rachel Wheaton (Melanie Lynskey), de oudere zus van Annie die meegaat om haar te begeleiden. Met het geld dat ze hiervoor van Joyce krijgt betaald kan Annie misschien naar een speciale school;
- Cathy Kramer (Judith Ivey), een oudere dame die automatisch kan schrijven;
- Emery Waterman (Matt Ross) is retrocognisch. Hij hoopt met het geld een aantal schulden van hem en zijn moeder te betalen. Hij woont nog thuis bij zijn zeer dominante moeder, al is hij de dertig gepasseerd. Hij wordt door zijn moeder betutteld en is seksueel gefrustreerd, wat hij op anderen afreageert middels sarcastische en gemene opmerkingen. Door zijn gave ziet Emery waarschuwingen in de vorm van spookverschijningen en bloed, maar hij verklaart dat de geesten hun waarschuwingen moeten bewaren voor iemand die niet blut is;
- Nick Hardaway (Julian Sands), een telepaat;
- Pam Asbury (Emily Deschanel), psychometrisch;
- Victor Kandinsky (Kevin Tighe), precognitief. Hij verzwijgt dat hij een hartkwaal heeft.

Terwijl het team zich klaarmaakt stuurt de cynische Carl Miller een reporter, Kevin Bollinger, naar Rose Red. Deze moet het team bespioneren en fotograferen als ze "iets paranormaals" doen. Miller  wil Joyce zo belachelijk maken zodat ze nog makkelijker ontslagen kan worden. De geest van Sukeena doet open en Bollinger, niet wetend dat ze een geest is, laat zich door haar meelokken naar het solarium waar hij wordt aangevallen door bijen en ten slotte door iets buiten beeld overmeesterd.
Als de groep vrijdagmiddag arriveert reageert het huis direct met een spookwind op het binnentreden van Annie. De groep verkent het huis en krijgt al snel te maken met paranormale verschijnselen, zoals een spookachtig licht met daarin een geestverschijning, die Annie lijkt te lokken. Joyce waarschuwt de groep niet alleen op stap te gaan. De groep vindt de telefoon van Bollinger maakt zich in toenemende mate zorgen over hem, maar Joyce wuift dit weg.
's Nachts wordt de groep door fantomen bezocht. Cathy wordt belaagd door een wezen onder het vloerkleed. Annie en Rachel worden belaagd door de geest van een klein meisje met een mismaakte arm. Emery wordt belaagd door de geest van Deanna Petrie, een van de vrouwelijke slachtoffers van het huis, en nadien door een imitatie-Pam "verleid", maar door zijn gaven en ervaring met spookverschijnselen weet hij er weerstand aan te bieden. Pam wordt door een imitatie-Cathy weggelokt naar de vijver, en daar verdronken, waarna een imiatie-Pam Vic meelokt naar de vijver. Daar treft Vic haar dode lichaam aan. Wanneer het standbeeld naast de vijver begint te bewegen rent hij terug naar het huis en krijgt een hartaanval. Emery, die door de spookverschijningen niet meer weet wat echt en niet echt is, negeert Vics kreten om hulp. Wanneer Nick arriveert en Vic probeert te helpen blijken alle deuren en ramen potdicht te zitten. Zelfs een poging om de ramen te breken mislukt: de oude enkele glazen zijn ineens sterker dan gepantserd glas. Vic overlijdt zonder dat iemand ook maar iets voor hem kan doen. Zijn lichaam ligt onbereikbaar buiten en kraaien doen zich aan hem tegoed.
Intussen heeft het huis nog twee "bezoekers" aangetroffen. Carl Miller bezoekt het huis vanwege de verdwijning van Bollinger en een verontrustend (door Rose Red gemanipuleerd) voicemailtje van diens telefoon en Emery's moeder Kay Waterman gaat naar het huis omdat Emery haar niet heeft gebeld (eveneens doordat Rose Red dit heeft geblokkeerd). Omdat Kay plotseling remt rijdt Miller haar auto aan en als ze uit haar auto stormt op zoek naar haar zoon achtervolgt Miller haar om verzekeringspapieren in te vullen. Al snel raken ze beiden in een hysterische toestand en rennen doelloos rond. Miller wordt uiteindelijk door de geest van Bollinger gedood.
Dan valt Annie hard op haar hoofd en raakt bewusteloos. Het huis lijkt te "ontspannen", de deuren openen spontaan weer. De groep die bij elkaar komt concludeert dat het huis gebruikmaakt van Annie en Steven. Steven heeft immers als laatste Rimbauer een speciale band met het huis en Annies gaven versterken de kracht van het huis. Een duistere macht, waarschijnlijk de geest van April, lijkt zich in Annie te hebben genesteld om haar gaven te misbruiken. Ook bloeien ineens de planten in de kas op.
De groep wil een ambulance bellen maar Joyce is onverbiddelijk: Vic is toch niet meer te redden en de politie zou het onderzoek ruïneren. Nick en Emery beschuldigen Joyce ervan dat ze van tevoren al wist dat hun bezoek zo'n krachtige reactie zou uitlokken. Wanneer Annie bijkomt sluit het huis onmiddellijk de buitendeuren. Emery raakt hierdoor vier vingers kwijt: afgehakt door de dichtslaande buitendeur. Ook nu, met twee doden (eigenlijk vier want de groep vermoedt terecht dat ook Bollinger en Miller inmiddels dood zijn) en Emery die onmiddellijke medische hulp nodig heeft, wil Joyce niet van teruggaan weten. Ze heeft de deelnemers uit haar eigen zak betaald, is haar vaste aanstelling kwijt, en rekent erop met een publicatie over Rose Red haar geloofwaardigheid, aanstelling en financiële gezondheid terug te krijgen.
Wanneer de avond valt stelt Emery voor om de macht van het huis te breken door Annie wat aan te doen. Cathy raakt hierdoor van streek en gaat naar de keuken, waar Nick haar nog maar net van een aanval van de moeder van Emery kan redden. Deze blijkt hysterisch en agressief en nauwelijks nog in staat tot het produceren van samenhangende zinnen, dus Nick ziet geen andere uitweg dan haar vast te binden. Wanneer ze echter terug willen keren naar de groep blijkt de gang veranderd en worden ze belaagd door datgene dat onder het tapijt zit. Deze entiteit grijpt Nick, en Cathy kan maar net gered worden van Aprils geest. Verder treft ze in de spiegelbibliotheek het opgehangen lichaam van Kevin Bollinger aan. Ondertussen wordt Emery's moeder, vastgebonden en weerloos, door Sukeena meegenomen. Emery wil Annie bewusteloos slaan of doden met een pook, maar Annie brengt een harnas tot leven dat Emery met een hellebaard aanvalt.
Uiteindelijk weet de groep via Cathy en Steven de kwaadaardige geest uit Annie te verdrijven. Het huis opent de deuren en de overgebleven bezoekers maken dat ze wegkomen. Behalve Joyce, die in een soort trance verkeert en koste wat kost haar onderzoek wil voortzetten. Emery wordt geconfronteerd met de geest van zijn moeder, komt voor de eerste keer in zijn leven voor zichzelf op, en verliest daarbij zijn hele hand. En Ellen Rimbauer probeert nog een keer Steven over te halen haar te helpen Rose Red te bouwen en groter te maken. Steven weigert en gooit de geestverschijning een hamer in het gezicht. Joyce ontwaakt uit haar trance als het te laat is en wordt ingesloten door de geesten van de slachtoffers van Rose Red: Deanna Petrie, Sukeena, Carl Miller, Kevin Bollinger, Ms. Waterman, Pam, Vic en Nick. Eenmaal buiten bombardeert Annie het huis telekinetisch met stenen als "straf". 
Een half jaar later komt de groep nog een laatste keer bijeen in de tuin van Rose Red voor de sloop gaat beginnen. Emery is duidelijk aardiger geworden na de ervaring in Rose Red en na bevrijd te zijn van zijn dominante moeder. Ze legger ieder een roos en vertrekken weer. Boven in de torenkamer kijken de geesten van Ellen, Sukeena en Joyce toe...

## Relatie met andere werken van Stephen King
De film heeft een zekere overeenkomst op bepaalde punten met andere werken van Stephen King:
- In Pet Sematary was ook sprake van een Indiaanse begraafplaats;
- Eveneens had deze begraafplaats, net als Rose Red, behoefte aan ´geestelijk voedsel´;
- Annie lijkt op Carrie, en evenals Carrie bombardeert ze telekinetisch huizen met stenen;
- Emery Waterman deelt zijn voornaam met Harold Emery Lauder uit The Stand, en deelt diens seksuele frustraties en haatdragendheid;
- Nick Hardaway deelt zijn voornaam, Britse achtergrond, accent en gedrag, met Nick Hopewell uit The Langoliers. Ook bindt hij de moeder van Emery op dezelfde manier vast met gordijnen als Nick Hopewell Craig Toomey vastbond, in beide gevallen omdat betreffende persoon hysterisch, agressief en niet voor rede vatbaar was;
- Rose Red wordt genoemd in Black House.